# Граттон, Гвидо
Гвидо Граттон (итал. Guido Gratton, 23 сентября 1932, Монфальконе, Италия — 26 ноября 1996, Баньо-а-Риполи, Италия) — итальянский футболист, игравший на позиции полузащитника. По завершении игровой карьеры — футбольный тренер. Выступал, в частности, за «Фиорентину», с которой стал чемпионом Италии, а также национальную сборную Италии, в составе которой принял участие в чемпионате мира 1954 года.

## Клубная карьера
Начал играть в футбол в нижнелиговых клубах «Парма» и «Виченца», после чего перешёл в «Комо», за который и дебютировал в Серии А в сезоне 1952/53.
По окончании сезона новый тренер «Фиорентины» Фульвио Бернардини, знакомый с Гвидо по совместной работе в «Виченце», пригласил игрока в клуб. Граттон сыграл за новый клуб следующие семь сезонов своей игровой карьеры, образовав атакующую звено с Жулиньо, Джузеппе Виргили и Мигелем Монтуори. Большую часть времени, проведённого в составе «фиалок», был основным игроком команды. За это время завоевал титул чемпиона Италии, четыре раза становился вице-чемпионом страны, а также выходил в финал Кубка чемпионов, где итальянцы уступили мадридскому «Реалу».
В сезоне 1960/61 защищал цвета «Наполи», после чего перешёл в «Интернационале», но выходил на поле лишь в матчах Кубка ярмарок и уже в ноябре перешёл в «Лацио» с Серии Б, в котором и завершил профессиональную игровую карьеру по окончании сезона.

## Выступления за сборную
13 ноября 1953 года дебютировал в официальных играх в составе национальной сборной Италии в матче отбора на чемпионат мира против сборной Египта (2:1). В январе следующего года итальянцы без Граттона выиграли ответный матч и квалифицировались на чемпионат мира 1954 года в Швейцарии, куда поехал и Гвидо, однако на поле так и не вышел.
Всего в течение карьеры в национальной команде, которая длилась 7 лет, провёл в форме главной команды страны 11 матчей и забил 3 гола.

## Карьера тренера
Начал тренерскую карьеру, вернувшись к футболу после небольшого перерыва, в 1969 году, возглавив тренерский штаб клуба «Салернитана», с которым работал в сезоне 1969/70 в Серии С. В 1970 году недолго возглавлял команду «Паганезе». Последним местом тренерской работы был клуб «Фолиньо».

## Убийство
26 ноября 1996 года в возрасте 64 лет Граттон был убит грабителями, которые тайно проникли в его дом в Баньо-а-Риполи. Более пяти тысяч человек присутствовали на его похоронах, которые состоялись в базилике Санта-Кроче во Флоренции, а «Фиорентина» следующий матч начала с минуты молчания и играла в траурных повязках.

## Достижения
- Чемпион Италии:

«Фиорентина»: 1955/56